# Alexis Michalik
Alexis Michalik (Parigi, 13 dicembre 1982) è un attore, drammaturgo e scrittore francese.

## Biografia
Figlio di padre polacco, artista, e madre britannica, cresciuto nel quartiere des Abbesses nel XVIII arrondissement di Parigi. Ha studiato al collège Jules-Ferry, al conservatorio nel 19 arrondissement e al Conservatoire national supérieur d'art dramatique.

### Carriera cinematografica
Michalik è apparso nella serie televisiva Diane, uno sbirro in famiglia su TF1 tra il 2002 e il 2004, nel ruolo del tenente Sam. Successivamente ha recitato in numerosi film TV, serie e saghe, tra cui Petits meurtres in famille e Terre de lumière su France 2. Ha recitato nei film Sagan di Diane Kurys, L'Autre Dumas di Safy Nebbou, Carissima me di Yann Samuell, Des gens qui s'embrassent di Danièle Thompson, La Banda de Picasso di Fernando Colomo, e Je suis Ilan - 24 jours di Alexandre Arcady. Dal 2012, ha interpretato il ruolo di Damien nella serie Kaboul Kitchen su Canal+.
Nel 2013, Michalik ha realizzato il suo primo cortometraggio, Au Sol, che ha scritto sul blog Rue8. Il film, uscito nel settembre 2014 su France 2, ha ottenuto 30 selezioni e 15 premi per il festival. Nel 2014 ha realizzato il suo secondo cortometraggio, Pim-Poum le petit Panda, per il Talents Cannes Adami. Questa commedia musicale è stata co-scritta con Benjamin Bellecour. Nel gennaio 2019 ha realizzato il suo primo lungometraggio, Edmond, un adattamento della sua opera teatrale.
Nel 2020 compare nel film italiano Tolo Tolo, per la regia di Checco Zalone.

### Carriera di scrittore
Nel 2019, Alexis Michalik ha pubblicato presso le dizioni Albin Michel il suo primo romanzo, Loin (Lontano, non tradotto in italiano), selezionato per il Prix Renaud des lycéens lo stesso anno.

## Filmografia parziale

### Cinema
- L'autre Dumas, regia di Safy Nebbou (2010)
- Carissima me (L'Âge de raison), regia di Yann Samuell (2010)
- Je suis Ilan - 24 jours (24 jours), regia di Alexandre Arcady (2014)
- Ladre per caso (Mes trésors), regia di Pascal Bourdiax (2017)
- Tolo Tolo, regia di Checco Zalone (2020)
- 10 jours sans maman, regia di Ludovic Bernard (2020)
- Una sirena a Parigi (Une sirène à Paris), regia di Mathias Malzieu (2020)
- Le relazioni pericolose (Les Liaisons dangereuses), regia di Rachel Suissa (2022)
- 10 jours encore sans maman, regia di Ludovic Bernard (2023)
- I tre moschettieri - D'Artagnan (Les trois mousquetaires: D'Artagnan), regia di Martin Bourboulon (2023)
- I tre moschettieri - Milady (Les trois mousquetaires: Milady), regia di Martin Bourboulon (2023)

### Televisione
- Diane, uno sbirro in famiglia (Diane, femme flic) – serie TV, 12 episodi (2003-2008)
- Il giudice e il commissario (Femmes de loi) – serie TV, episodio 4x03 (2004)
- E.R. - Medici in prima linea (ER) – serie TV, episodio 11x21 (2005)
- Little Murders by Agatha Christie – serie TV, episodio 2x02 (2013)
- Versailles – serie TV, 9 episodi (2915-2017)
- Maria Antonietta (Marie Antoinette) – serie TV, episodio 2x02 (2025)